# Baulou
Baulou è un comune francese di 163 abitanti situato nel dipartimento dell'Ariège nella regione dell'Occitania.

## Monumenti
- Chiesa parrocchiale

## Società

### Evoluzione demografica
Abitanti censiti